# Montier-en-l'Isle
Montier-en-l'Isle é uma comuna francesa na região administrativa de Grande Leste, no departamento de Aube. Estende-se por uma área de 10,55 km². Em 2010 a comuna tinha 235 habitantes (densidade: 22,3 hab./km²).